# Нелина Георгиева
Нелина Георгиева е българска певица. Родена е и е израснала в Казанлък.

## X Factor
Става известна след участието си в българския вариант на „X Factor“ през 2013 година, където завършва на 5-то място.

## Вокалистка на Дийп Зоун Проджект
През март 2015 година е обявена като новата певица на групата „Дийп Зоун Проджект“. Излязоха песни с нейно участие, сред които „Нека силата е с нас“, „Маски долу“, „Магнит“, „Летен кадър“ (с Веси Бонева), „Чиста лудост“, „Тайни на пясъка“. В началото на 2018 г. напусна групата.

## Солова музикална кариера
След като напуска Дийп Зоун през 2018 г. издава две самостоятелни песни.
„Deja Vu“ на 28 юни 2018 г. и „Рай“ на 25 април 2019 г.
В края на 2020 г. излиза песента ѝ на английски език „Don't Stop“.